# Rechtebach
Rechtebach ist ein Stadtteil von Waldkappel im nordhessischen Werra-Meißner-Kreis.

## Geographische Lage
Rechtebach liegt im Stölzinger Gebirge etwa 3 km (Luftlinie) südlich der Waldkappeler Kernstadt am Rechtebach, einem kleinen Zufluss des nahen Schemmerbachs. Etwas südwestlich erhebt sich das Ziegenküppel und nordnordöstlich der Mäuseberg, auf denen jeweils ein Aussichtsturm steht. Durch das Dorf führt die Kreisstraße 29 (Waldkappel/Friemen–Thurnhosbach).

## Geschichte

### Ortsgeschichte
Die älteste bekannte schriftliche Erwähnung von Rechtebach erfolgte unter dem Namen Rettebach im Jahr 1320.
Zu dieser Zeit war der Ort Lehen der Grafschaft Ziegenhain, das im Besitz der Herren von Boyneburg war. Nach 1440 war eine Hälfte des Orts hessisches Lehen der Herren von Boyneburg-Stedtfeld, die andere Hälfte war Lehen der Freiherren von Bemmelberg, einer Linie der Boyneburger, und wurde 1660 an Hessen abgetreten. Als „Mengedorf“, in dem die Landgrafen von Hessen-Kassel und die Herren von Boyneburg Besitzungen hatten, gehörte der Ort seit 1654 zum landgräflichen Amt Bischhausen. Seit 1821 gehörte Rechtebach zum Kreis Eschwege. Im Jahr 1974 wechselte der Ort mit Waldkappel in den Werra-Meißner-Kreis. Die Kirche in der heutigen Gestalt wurde 1820 errichtet.
Hessische Gebietsreform (1970–1977)
Im Zuge der Gebietsreform in Hessen wurde die bis dahin selbständige Gemeinde Rechtebach zum 1. Oktober 1971 auf freiwilliger Basis in die Stadt Waldkappel eingemeindet. Für Rechtebach, sowie für alle ehemals eigenständigen Gemeinden von Waldkappel und die Kerngemeinde, wurde je ein Ortsbezirk mit Ortsbeirat und Ortsvorsteher nach der Hessischen Gemeindeordnung gebildet.

### Verwaltungsgeschichte im Überblick
Die folgende Liste zeigt die Staaten und Verwaltungseinheiten, denen Rechtebach angehört(e):
- vor 1567: Heiliges Römisches Reich, Landgrafschaft Hessen
- ab 1567: Heiliges Römisches Reich, Landgrafschaft Hessen-Kassel
- ab 1654: Heiliges Römisches Reich, Landgrafschaft Hessen-Kassel, Amt Bischhausen
- ab 1806: Landgrafschaft Hessen-Kassel, Amt Bischhausen
- 1807–1813: Königreich Westphalen, Departement der Werra, Distrikt Eschwege, Kanton Bischhausen
- ab 1815: Kurfürstentum Hessen, Amt Bischhausen[7]
- ab 1821/22: Kurfürstentum Hessen, Provinz Niederhessen, Kreis Eschwege[8][Anm. 2]
- ab 1848: Kurfürstentum Hessen, Bezirk Eschwege
- ab 1851: Kurfürstentum Hessen, Provinz Niederhessen, Kreis Eschwege
- ab 1867: Norddeutscher Bund[Anm. 3], Königreich Preußen, Provinz Hessen-Nassau, Regierungsbezirk Kassel, Kreis Eschwege
- ab 1871: Deutsches Reich, Königreich Preußen, Provinz Hessen-Nassau, Regierungsbezirk Kassel, Kreis Eschwege
- ab 1918: Deutsches Reich, Freistaat Preußen, Provinz Hessen-Nassau, Regierungsbezirk Kassel, Kreis Eschwege
- ab 1944: Deutsches Reich, Freistaat Preußen, Provinz Kurhessen, Landkreis Eschwege
- ab 1945: Amerikanische Besatzungszone, Groß-Hessen, Regierungsbezirk Kassel, Landkreis Eschwege
- ab 1946: Amerikanische Besatzungszone, Land Hessen, Regierungsbezirk Kassel, Landkreis Eschwege
- ab 1949: Bundesrepublik Deutschland, Land Hessen, Regierungsbezirk Kassel, Landkreis Eschwege
- ab 1971: Bundesrepublik Deutschland, Land Hessen, Regierungsbezirk Kassel, Landkreis Eschwege, Stadt Waldkappel[Anm. 4]
- ab 1974: Bundesrepublik Deutschland, Land Hessen, Regierungsbezirk Kassel, Werra-Meißner-Kreis, Stadt Waldkappel

## Bevölkerung

### Einwohnerstruktur 2011
Nach den Erhebungen des Zensus 2011 lebten am Stichtag dem 9. Mai 2011 in Rechtebach 81 Einwohner. Darunter waren keine Ausländer. Nach dem Lebensalter waren 12 Einwohner unter 18 Jahren, 30 zwischen 18 und 49, 21 zwischen 50 und 64 und 18 Einwohner waren älter. Die Einwohner lebten in 36 Haushalten. Davon waren 12 Singlehaushalte, 9 Paare ohne Kinder und 12 Paare mit Kindern, sowie 3 Alleinerziehende und keine Wohngemeinschaften. In 6 Haushalten lebten ausschließlich Senioren und in 18 Haushaltungen lebten keine Senioren.

### Einwohnerentwicklung
| Quelle: Historisches Ortslexikon |                            |
| • 1585:                          | 12 Hausgesesse             |
| • 1745:                          | 18 Häuser mit 93 Bewohnern |
| • 1747:                          | 18 Haushaltungen           |

| Rechtebach: Einwohnerzahlen von 1745 bis 2015 | Rechtebach: Einwohnerzahlen von 1745 bis 2015 | Rechtebach: Einwohnerzahlen von 1745 bis 2015 | Rechtebach: Einwohnerzahlen von 1745 bis 2015 | Rechtebach: Einwohnerzahlen von 1745 bis 2015 |
| --- | --------------------------------------------- | --------------------------------------------- | --------------------------------------------- | --------------------------------------------- |
| Jahr |                                               |                                               |                                               | Einwohner                                     |
| 1745 | 1745                                          |                                               | 93                                            | 93                                            |
| 1800 | 1800                                          |                                               | ?                                             | ?                                             |
| 1834 | 1834                                          |                                               | 129                                           | 129                                           |
| 1840 | 1840                                          |                                               | 130                                           | 130                                           |
| 1846 | 1846                                          |                                               | 132                                           | 132                                           |
| 1852 | 1852                                          |                                               | 134                                           | 134                                           |
| 1858 | 1858                                          |                                               | 132                                           | 132                                           |
| 1864 | 1864                                          |                                               | 137                                           | 137                                           |
| 1871 | 1871                                          |                                               | 126                                           | 126                                           |
| 1875 | 1875                                          |                                               | 134                                           | 134                                           |
| 1885 | 1885                                          |                                               | 142                                           | 142                                           |
| 1895 | 1895                                          |                                               | 145                                           | 145                                           |
| 1905 | 1905                                          |                                               | 138                                           | 138                                           |
| 1910 | 1910                                          |                                               | 128                                           | 128                                           |
| 1925 | 1925                                          |                                               | 125                                           | 125                                           |
| 1939 | 1939                                          |                                               | 105                                           | 105                                           |
| 1946 | 1946                                          |                                               | 208                                           | 208                                           |
| 1950 | 1950                                          |                                               | 200                                           | 200                                           |
| 1956 | 1956                                          |                                               | 174                                           | 174                                           |
| 1961 | 1961                                          |                                               | 151                                           | 151                                           |
| 1967 | 1967                                          |                                               | 142                                           | 142                                           |
| 1970 | 1970                                          |                                               | 127                                           | 127                                           |
| 1980 | 1980                                          |                                               | ?                                             | ?                                             |
| 1987 | 1987                                          |                                               | 108                                           | 108                                           |
| 2000 | 2000                                          |                                               | ?                                             | ?                                             |
| 2011 | 2011                                          |                                               | 81                                            | 81                                            |
| 2015 | 2015                                          |                                               | 86                                            | 86                                            |
| Datenquelle: Historisches Gemeindeverzeichnis für Hessen: Die Bevölkerung der Gemeinden 1834 bis 1967. Wiesbaden: Hessisches Statistisches Landesamt, 1968. Weitere Quellen: LAGIS; Stadt Waldkappel; Zensus 2011 |                                               |                                               |                                               |                                               |

## Kulturdenkmäler
Rechtebach zeigt eine weitgehend ungestörte historische Bebauung, die Gesamtanlage des historischen Ortskerns ist daher als Baudenkmal geschützt. Die Häuser in Fachwerkbauweise entstanden überwiegend Ende des 18. und zum Beginn des 19. Jahrhunderts. Geschützt sind insbesondere die größeren Hofanlagen mit giebelständigen Wohnhäusern entlang der Holunderstraße und des Haselweges. Südlich der exponiert auf einer Hügelkuppe liegenden Kirche erstreckt sich eine dichte Staffel kleinmaßstäblicher Bebauung. Als Einzeldenkmäler geschützt sind die evangelische Kirche in Fachwerkbauweise, mit massivem Turm und einem in den Bau des frühen 19. Jahrhunderts integrierten kleinen spätgotischen Chor aus massivem Sandstein-Mauerwerk. Als Einzeldenkmal geschützt ist außerdem die Hofanlage Holunderstraße 3, aus einem um 1750 erbauten Wohnhaus in Fachwerk über massivem Untergeschoss und zwei Fachwerkscheunen.

In unmittelbarer Nähe zur Kirche befindet sich der Dorfanger, ein runder Platz, von etwa 9 m Durchmesser, der von einer bis zu 50 cm hohen Mauer aus Sandsteinquadern umgeben wird. In dessen Mitte erhebt sich eine seit 1936 als Naturdenkmal geschützte Linde, deren Alter auf mehr als 140 Jahre geschätzt wird. Außerhalb des ummauerten Bereiches steht eine zweite, vermutlich gleichaltrige Linde und ein Gerichtstisch.